# Etruščanski jezik
Etruščanski jezik (ISO 639-3: ett), jezik drevnih Etruščana, izumrli jezik koji se govorio u Italiji, na području današnje Toskane (koja je i dobila ime po Etruščanima).
Jezik je izoliran, tj. nije ga moguće za sada dovesti u vezu s drugim jezicima. Sam jezik je nedovoljno poznat, pored mnogih tekstova. Za mnoge riječi nisu poznata značenja.

## Osobine

### Pismo
Etruščansko pismo je izvedeno iz zapadne varijante grčkog pisma. Etruščani nisu koristili neke znakove grčkog pisma, jer nisu imali tih glasova.
Smjer pisanja je uglavnom bio zdesna nalijevo.
Interesantno svojstvo pisanja je upotreba različitih znakova za isti glas, npr. C, Q i K su označavali /k/. To je preuzeto u latinski, pa se i danas odražava na mnoge pravopise.

### Glasovi
Glasovni sustav je, naravno, samo pretpostavka, na osnovu posuđenica, usporedba s grčkim pismom i slično. Jedna od zanimljivih osobina je nepostojanje opreke bezvučni-zvučni suglasnici (npr. postoji samo /p/ a ne i /b/), ali postoji opreka aspirirani-neaspirirani, npr. /p/ : /pʰ/ (transliterirano kao p : φ).
Glasovni sustav je opisan:
- navođenjem standardne transliteracije (latiničnog zapisa): i
- vjerojatnim izgovorom (koristeći hrvatsku abecedu, ako je moguće!), ako se razlikuje od transliteracije: /i/
- odgovarajućim simbolima etruščanskog pisma:

|             | bilabijalni | dentalni   | alveolarni | palatalni | velarni          | laringalni |
| ploziv      | p φ /pʰ/    | t=d θ /tʰ/ |            |           | c=k=q /k/ χ /kʰ/ |            |
| frikativ    | f /ɸ/ ?     | s          | ś /š/      |           |                  | h          |
| slivenik    |             | z /c/ ?    |            |           |                  |            |
| nazal       | m           | n          |            |           |                  |            |
| aproksimant | v /w/       | l r        |            | i /j/     |                  |            |

Glas /k/ se najvjerojatnije pisao na tri načina, što su preuzeli Rimljani. Ta tri načina se, kao što se vide iz gornje tablice, transliteriraju kao c, k i q.
Sustav samoglasnika je bio vrlo jednostavan:
|          | prednji | srednji | stražnji |
| zatvoren | i       |         | u        |
| srednji  | e       |         |          |
| otvoren  |         | a       |          |

Glas u je zamjenjivao i grčko /o/ kod posuđenica.

### Gramatika
Jezik je imao aglutinativna svojstva i razvijenu fleksiju. Sve forme nisu poznate zbog ograničenosti poznatih tekstova. Pridjevi se nisu sklanjali po padežima, već samo imenice i zamjenice. Jezik nije imao član.

#### Imenice i zamjenice
Čini se da su imenice i zamjenice imale dva roda (živi i neživi), dva broja (jedninu i množinu) i nekoliko padeža. O broju i ulozi padeža ne postoji općenito slaganje među stručnjacima.
Nominativ i akuzativ su bili jednaki kod imenica, a pored njih su vjerojatno postojali genitiv, lokativ, dativ i ablativ. Paradigma je nepotpuna, jer svi oblici nisu poznati za sve riječi.
Moguće je da je genitiv više služio kao posvojni pridjev izveden od imenice (npr. u hrvatskom Ivan > Ivanov). Za neke imenice je genitiv tvoren dodatkom -(a)s/-(a)ś, a za neke pomoću -(a)l.
| jednina   | jednina | jednina | jednina | jednina | množina   | množina   | množina   | množina | množina |
| nom./aku. | gen.    | dat.    | lok.    | abl.    | nom./aku. | gen.      | dat.      | lok.    | abl.    |
| --------- | ------- | ------- | ------- | ------- | --------- | --------- | --------- | ------- | ------- |
| clan      | clens   | clensi  | ?       | ?       | clenar    | cliniaras | clenaraśi | ?       | ?       |
| ais       | ?       | ?       | ?       | ?       | aisar     | ?         | ?         | ?       | ?       |
| avil      | ?       | ?       | ?       | ?       | ?         | avilχval  | ?         | ?       | ?       |
| fler      | flerś   | ?       | ?       | ?       | flerχva   | ?         | ?         | ?       | ?       |
| Uni       | Unial   | ?       | ?       | ?       | —         | –         | –         | –       | –       |

O zamjenicama je malo poznato, sa sigurnošću se može reći da je nominativ 1. lica jednine ("ja") mi, a akuzativ mini.

#### Glagoli
Premalo je poznato o glagolima. Izgleda da su postojala bar dva vremena, imperativ i sl.
Prošlo vrijeme je imalo završetak -ce: svalce "živio je", lupuce "umro je".

#### Ostale riječi
Poznati su neki veznici, kao što je etnam "i, isto tako, nadalje"; u mnogim konstrukcijama se koristi završno -c (usp. -que u latinskom): atic "i majka".

#### Sintaksa
Čini se da je normalan red riječi bio subjekt-objekt-glagol (SOV).
Imenice u genitivu su dolazile poslije imenica koje su opisane, ali se čini da je red riječi bio prilično slobodan:
Pinies Laris Larθal Apunalc avils XIX
"Pinies [prezime] Laris [ime] Larθov i Apunin godina 20" (ili "Larθa i Apune")
Još jedan primjer:
Arnθ Lenies Larθial clan Velusum nefiś [TLE 233]
"Arnθ Leniev Larθov sin i Velov unuk"

### Rječnik
Poznat je određen broj riječi, općih imenica, ritualnih riječi sa slabo poznatim značenjem, te riječi koje se često sreću na standardnim natpisima na nadgrobnim spomenicima.
- ais "bog"
- apa "otac"
- ati "majka"
- avil "godina"
- clan "sin"
- falatu "nebo"
- malena "zrcalo"
- neri "voda"
- ruva "brat"
- seχ "kći"
- teta "baka"
- tiu "mjesec"
- tul "kamen"
- usil "sunce"
- ziχ- "pisati"

Riječi za brojeve su donekle poznate, jer je pronađena kocka sa stranicama na kojima su riječi, a ne brojevi. Sigurno je značenje sljedećih brojeva:
- θu "jedan"
- zal "dva"
- ci "tri"
- maχ "pet"
- semφ "sedam"
- cezp "osam"
- nurφ "devet"
- zaθrum "dvadeset"
- cealχ "trideset"
- muvalχ "pedeset"

Općenito je prihvaćeno da riječ śar znači "10" ali je 2006. S. A. Yatsemirsky izložio dokaze da śar (var. zar) znači "12", dok je riječ za "10" halχ, te da su izrazi za brojeve 13-16 bili sastavljeni pomoću riječi za 12, dakle huθzar znači "četiri-dvanaest" = "šesnaest".
Također postoji spor oko toga koja riječ znači "4", a koja "6": huθ je vjerojatno "4", a śa "6".
Jedna osobina je interesantna: za "17", "18" i "19" korišteni su izrazi sastavljeni kao "X-dvadeset" (slično kao i latinskom!): ciem zaθrum, eslem zaθrum, θunem zaθrum.

## Primjeri teksta
Jedan redak iz Cippusa iz Peruggie:
Iχ ca ceχa ziχuχe
Što je vjerojatno značilo:
"Tako je ovaj događaj zapisan"
Iz lanene knjige (stupac IX.):
vacl vinum śantiśtś celi pen trytym
θi θapneśtś trytanaśa hanθin celi
tyr hetym vinym θic vacl heχz etnam
iχ matam cnticn θsepen teśamitn
murce θi nunθen etnam θi tryθ etnam
hanθin etnam celycn etnam aθumitn
peθereni eslem zaθrum mur in velθineś
cilθś vacl ara θui useti catneti slapiχyn
slapinaś favin yfli spyrta eisna hinθy
cla θesns
Značenje nije poznato, osim nekih riječi kao vinum, etnam i sl.; treba primijetiti i da pisac ponekad umjesto u piše y: vinum i vinym.
Cippo di Perugia
Kupoprodajni ugovor između Velzinasa i Dabonasa oko 500. godine pr. n. e.
> Velzina sta su Rascanskog koljena koji zive na imanju koje cini cijenu
neka plate u srebru bojarski Dabonjasevi koljenici
da zanju zetvu tu
da loze snopove pruca
ko je imao basce Velzina.

#### Na njemačkom
- Ambros Josef Pfiffig: Die etruskische Sprache. Versuch einer Gesamtdarstellung. Akademische Druck- und Verlagsanstalt, Graz 1969.
- Ambros Josef Pfiffig: Die etruskische Sprache. Schrift, Alphabet, Formenlehre, Syntax, Übungen. VMA, Wiesbaden 1998. ISBN 3928127551
- Helmut Rix: Etruskische Texte. 2 Bde. Narr, Tübingen 1991. ISBN 3-8233-4476-5
- Helmut Rix: Rätisch und Etruskisch. Institut für Sprachwissenschaft der Universität. Innsbruck 1998. ISBN 3851246705
- Dieter H. Steinbauer: Neues Handbuch des Etruskischen. Scripta Mercaturae, St. Katharinen 1999. ISBN 3-89590-080-X

#### Na talijanskom
- Piero Bernardini Marzolla: L'etrusco, una lingua ritrovata. Mondadori, Milano 1984.
- Giuliano Bonfante, Larissa Bonfante: Lingua e cultura degli Etruschi. Editori Riuniti, Roma 1985. ISBN 8835928192
- Mauro Cristofani: Gli Etruschi, una nuova immagine. Giunti, Firenze 1984, 2000. ISBN 88-09-01792-7
- Mauro Cristofani: Rivista di epigrafia etrusca. in: Studi Etruschi. Istituto di Studi Etruschi e Italici. Olschki, Firenze.
- Carlo De Simone: I Tirreni a Lemnos - evidenza linguistica e tradizioni storiche. Olschki, Firenze 1996. ISBN 88-222-4432-X
- Angelo Di Mario: La ricerca dei Tirreni attraverso la lingua. Cannarsa, Vasto 2002.
- Giulio M. Facchetti: L'enigma svelato della lingua etrusca. Newton & Compton editori, Roma, 2000. 2001 (2. izd.). ISBN 88-8289-458-4
- Massimo Pittau: La lingua etrusca, grammatica e lessico. Insula, Nuoro 1997. ISBN 88-86111-07-X
- Romolo A. Staccioli: Il «mistero» della lingua etrusca. Newton & Compton editori, Roma 1977, 1978 (2. Aufl.), Melita, Roma 1981. (s rječnikom)

#### Na engleskom
- Giuliano Bonfante, Larissa Bonfante: The Etruscan Language. An introduction. New York University Press, New York 1983, 2002. ISBN 0-7190-5539-3
- Helmut Rix: Etruscan. In: Roger D. Woodard (ed.): The Cambridge encyclopedia of the World's ancient languages. Cambridge University Press, Cambridge 2004, S. 943-966. ISBN 0-521-56256-2.

#### Na francuskom
- Maurice Guignard: Comment j'ai déchiffré la langue étrusque. Impr. Avisseau, Burg Puttlingen 1962, Bonneval 1965.
- Massimo Pallottino: La langue étrusque. Problèmes et perspectives. Société d'Edition Les Belles Lettres, Paris 1978.
- Damien Erwan Perrotin: Paroles étrusques. Liens entre l'étrusque et l'indo-européen ancien. L' Harmattan, Paris 1999. ISBN 2738477461

#### Na nizozemskom
- Robert Stephen Paul Beekes, Lammert Bouke van der Meer: De etrusken spreken. Coutinho, Muiderberg, 1991. ISBN 9062837972

## Vanjske poveznice
- Etruscan News Online, časopis američkog odjela Instituta za etruščanske i italičke studije. (engl.)
- Etruscan News back issues  Arhivirana inačica izvorne stranice od 21. studenoga 2007. (Wayback Machine), Center for Ancient Studies at New York University. (engl.)
- Etruscology at Its Best, stranica Dr. Dietera H. Steinbauera. Pokriva porijeklo, rječnik, gramatiku i nazive mjesta. (engl.)
- Viteliu: The Languages of Ancient Italy. (engl.)
- The Etruscan Language  Arhivirana inačica izvorne stranice od 11. veljače 2012. (Wayback Machine), poveznice prema mnogim etruščanskim stranicama. (engl.)
- ETP: Etruscan Texts Project baza etruščanskih tekstova. (engl.)
- Etruscan Inscriptions in the Royal Ontario Museum (PDF), članak Rexa Wallacea na umass.edu. (engl.)
- Etruscan; The Pyrgi Bilingual (PDF), članak Michaela Weissa, s Cornell University. (engl.)
- An Etruscan Vocabulary na web.archive.org. Kratki popis riječi koji uključuje i brojeve. (engl.)
- Etruscan Vocabulary, rječnik organiziran po temama na etruskisch.de. (engl.)
- Etruscan-English Dictionary na iolairweb.co.uk. Opširni leksikon, skupljen iz drugih izvora, sadrži i poveznice prema drugim glosarima na Internetu. (engl.)
- Rozpravy, disertacija Gerharda Meisera, prijevod s poljskog na engleski. (engl.)
- Trenutačno izdanje Ethnolguea: kôd ett